# Eurycotis milerai
Eurycotis milerai är en kackerlacksart som beskrevs av Eliécer E. Gutiérrez 200. Eurycotis milerai ingår i släktet Eurycotis och familjen storkackerlackor.
Artens utbredningsområde är Kuba. Inga underarter finns listade i Catalogue of Life.